# Onofrio Zeffirini
Onofrio Zeffirini (Cortona, 1510 – 1580) è stato un organaro italiano.

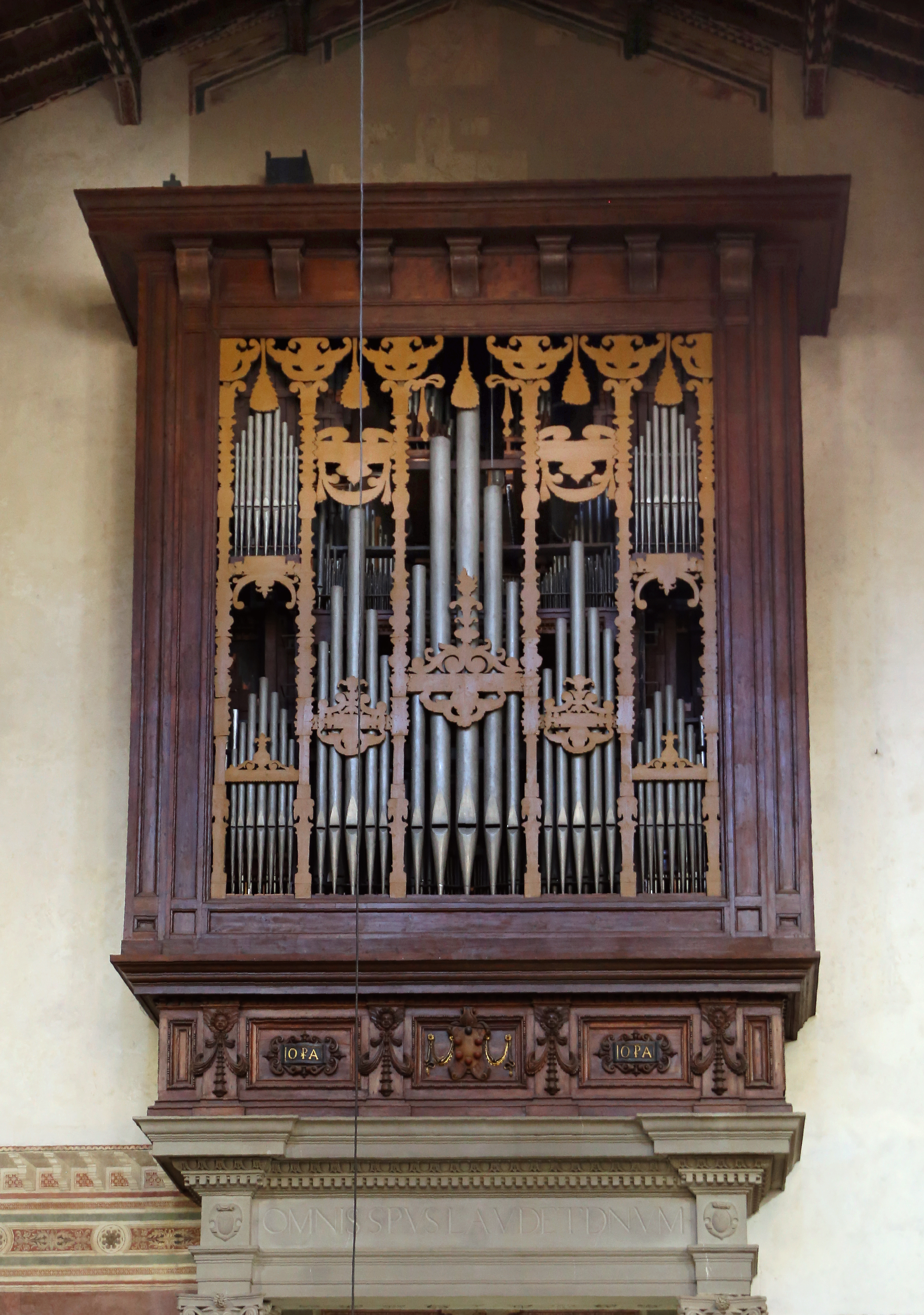
Uno degli organi di Santa Croce (Firenze), 1579

A Firenze tenne una bottega col fratello Stefano, dalla quale uscirono clavicembali, arpicordi, campane e soprattutto organi, tra cui quelli della basiliche di Santa Maria Novella, Santa Maria Maggiore, Santa Croce e della Santissima Annunziata. Fu anche chiamato in varie città, tra cui Arezzo, Prato, Perugia, Bologna e Roma. Spesso restaurò strumenti più antichi.